# Социальное инвестирование

При социально-ответственном инвестировании магический инвестиционный треугольник превращается в квадрат: к вершинам рентабельности, ликвидности и безопасности добавляется вершина устойчивости инвестиций

Социальное инвестирование (англ. social investment) или социально-ответственное инвестирование (англ. socially responsible investing, SRI) — синонимичные названия различных практик вложения ресурсов с целью достижения положительного социального эффекта.
Термин «социальное инвестирование» в общем случае не имеет чётких границ и может в равной степени применяться к отказу от вложений в определённые активы (например, покупки акций производителей алкогольной продукции, табака, фастфуда, порнографии, оружия, представителей игорного, военного или сырьевого бизнеса), к инновационному решению социальных проблем (например, через инвестирование в социальные предприятия, предлагающие новые технологии), инвестициям в развитие регионов (например, в создание начальных школ в Центральной Африке), или даже внутрикорпоративным вложениям (например, расходам на повышение квалификации сотрудников).
Термин «социально-ответственное инвестирование» иногда в узком смысле относят к практике, направленной на предотвращение нанесения социального ущерба путём проверки компаний перед их включением в инвестиционный портфель. Однако этот же термин используется и в более широком контексте, предполагая активный подход, при котором инвестирование направлено на защиту социальных интересов акционеров, и инвестирование в сообщества, сближаясь с понятием «импакт-инвестирование» или даже включая его в себя.
Социальное инвестирование в относительно узком смысле широко распространено, имеет в своей основе солидную теоретическую базу, часто отражено в законодательном регулировании разных стран и характеризуются поддержкой правительств ведущих экономических держав. В то же время, по словам американского инвестора Эми Домини, защита интересов акционеров и инвестирование в сообщества являются столпами социально-ответственного инвестирования, и одного лишь исключения из инвестиционных портфелей социально вредных активов недостаточно.
Области, по общему мнению признанных практиков SRI, вызывающие особую озабоченность, иногда суммируются под аббревиатурой ESG: окружающая среда (англ. environment), социальная справедливость (англ. social justice) и корпоративное управление (англ. corporate governance).
Физические и юридические лица, систематически практикующие социальное инвестирование, называются социальными инвесторами.

## Терминология
В русском языке распространены два термина: «социальное инвестирование» (англ. social investment) и «(социально) ответственное инвестирование» (англ. (socially) responsible investing; SRI), описывающих фактически одно и то же понятие, и имеющих сходную эволюцию.
Первый из них употребляется чаще, особенно в научных работах, второй — более распространён в корпоративной среде, или в не совсем корректном контексте корпоративной социальной ответственности, а также по отношению к истории возникновения явления.
Кроме того, в русский язык введено близкое понятие «инвестиции воздействия» (англ. impact investment/investing) или «инвестиции социального воздействия», которое может рассматриваться как частный случай социального инвестирования с более чётко очерченными границами.

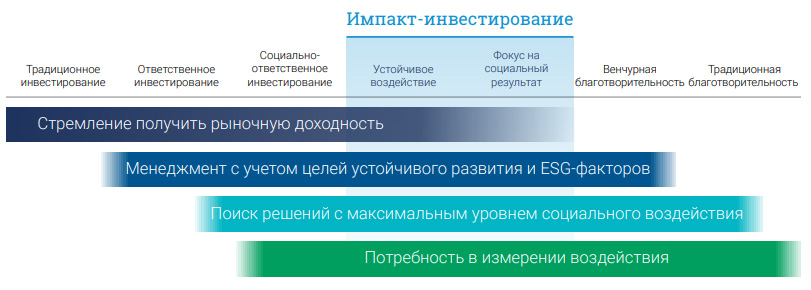
Социальное-ответственное инвестирование в ряду смежных видов деловой активности и их характеристики

В английском языке, наряду с обозначенными выше, используется ещё несколько терминов, описывающих либо то же самое понятие, либо его подвиды с говорящими за себя названиями.
В частности это устойчивые/развивающие/поддерживающие инвестиции (англ. sustainable investing/investment), ответственные инвестиции (англ. responsible investing/investment), сознательные инвестиции (англ. socially conscious investing/investment), зелёные инвестиции (англ. green investing/investment), чистые инвестиции (англ. clean investing/investment), этические инвестиции (англ. ethical investing/investment).
Характеристика «этический», по отношению к финансовой деятельности, получила распространение в банковском деле (см.: Этический банкинг).

## Определения

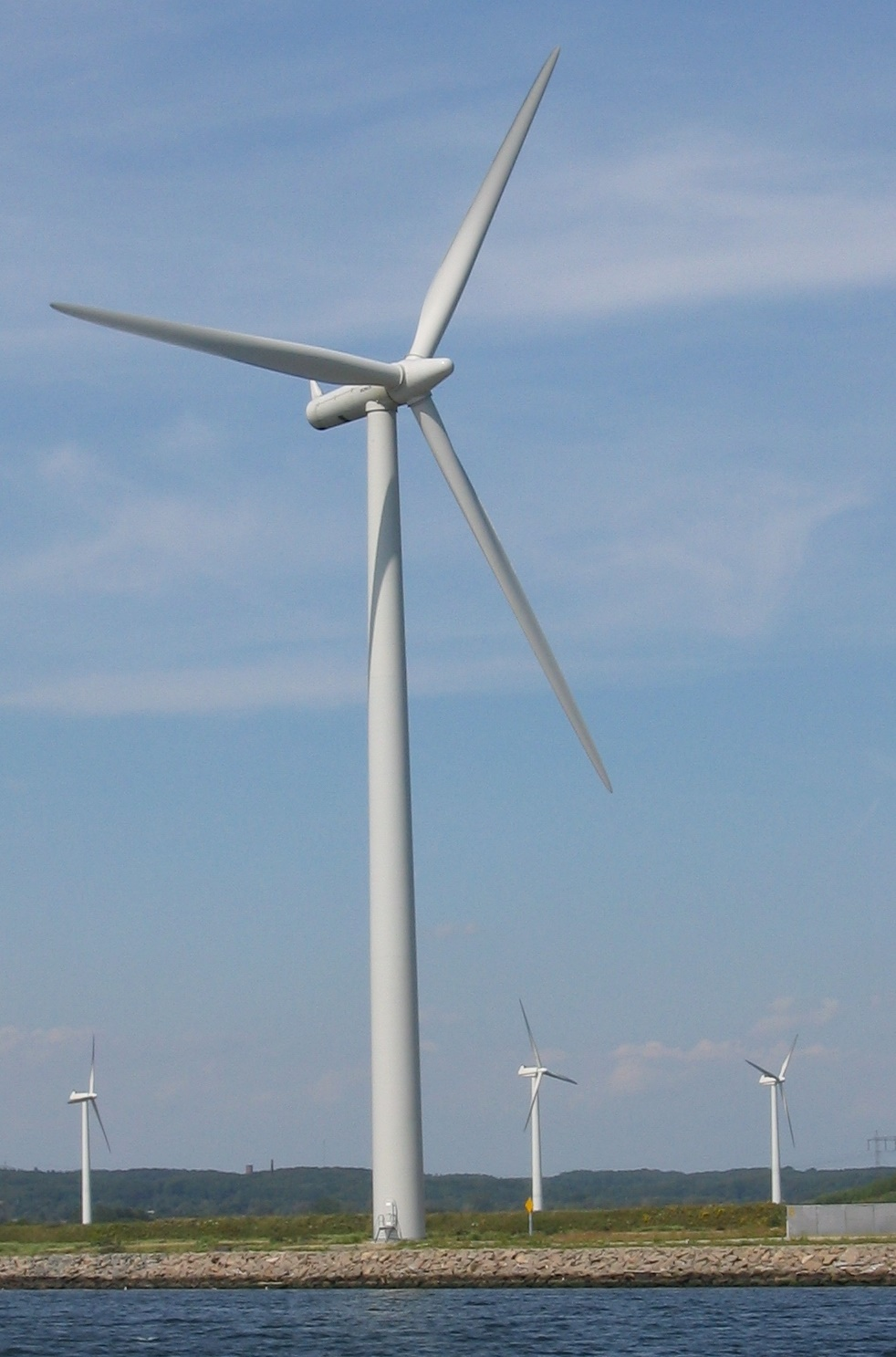
Альтернативная энергетика — одно из направлений социального инвестирования

Единого определения термина «социальные инвестиции» и его частных случаев не существует.
Они часто рассматриваются в разрезе бизнеса или филантропии, тяготея то к одному, то к другому.
Объединяющим является лишь ожидание положительного (полезного), в восприятии инвестора, социального эффекта.
Под словом «социальный» в общем случае понимается не только решение социальных, но и проблем связанных с экологией, и даже с другими положительно оцениваемыми людьми или обществом областями, вплоть до инфраструктурных и микроэкономических, например, практикой корпоративного управления.
В общем случае воздействие социальных инвестиций может быть направлено как вовне — решение проблем общества, так и во внутрь организаций или общин.
Оказываемая социальными инвестициями эффективность, также однозначно не определена и может быть нацелена как на заметное решение проблемы (инвестиции воздействия), так и на снятие частной социальной напряжённости, или даже исключение нежелательных, в восприятии инвестора, социальных эффектов, в том числе и от непосредственно его деятельности (непричастность), что ближе к понятию социально-ответственного инвестирования.
Актуальное же определение инвестиций воздействия не только сужает спектр подобных вложений, но ещё и требует измеримости — численного выражения результатов социального эффекта.
Отбор объектов социального инвестирования может производиться на основе:
- отрицательного/негативного скрининга — путём исключения нежелательных объектов для инвестиций, чаще связываемого с «социально-ответственным инвестированием»(англ. socially responsible investing), корпоративным сектором и историей возникновения явления;
- положительного/позитивного скрининга — включением в инвестиционную стратегию направлений, которые могут дать нужный или максимальный эффект в целевой области; последнее ближе к понятию «инвестиции воздействия» (англ. impact investment) и современной практикой;
- этих и других подходов в разных сочетаниях.

Под инвестиционными вложениями чаще всего рассматриваются денежные средства, хотя в расширительном толковании ими могут быть и нефинансовые ресурсы, например волонтёрский труд, время, знания, навыки, умения и т. д.
В расширительном толковании социальные инвестиции могут не рассматриваться в качестве способа достижения возвратности вложенного капитала.
Тем не менее в узком смысле и практической деятельности чаще всего экономическая эффективность является неотъемлемой характеристикой социальных инвестиций.
В силу размытости термина социальное инвестирование к этой области можно отнести вообще любую деятельность, поэтому наряду с общим определением, имеет смысл выделить наиболее применяемое на практике частное:
Социальное инвестирование — финансовые вложения с целью решения социальных проблем и получения прибыли.
Последнее определение является наиболее близким к понятию «инвестиции воздействия» и типичным, хотя и не исключительным, и не превалирующим, для характеристики деятельности большей части организаций, системно занимающихся развитием социального предпринимательства и этического банкинга.
В качестве мнения сторонников альтернативной точки зрения можно привести слова Кевина Старра — управляющего директора одного из мировых лидеров социального инвестирования Фонда Мулаго, выделяющего ключевой составляющей социальных инвестиций инновативное воздействие: «Вне зависимости от того нацелены ли вы на получение прибыли (for-profit) или на некоммерческую деятельность (not-for-profit), ваша деятельность должна определяться тем, что окажет наибольшее социальное воздействие (impact). <…> Моя работа — покупать воздействие. Получать максимальную <социальную> отдачу (bang) на каждый мой пожертвованный доллар».

## История

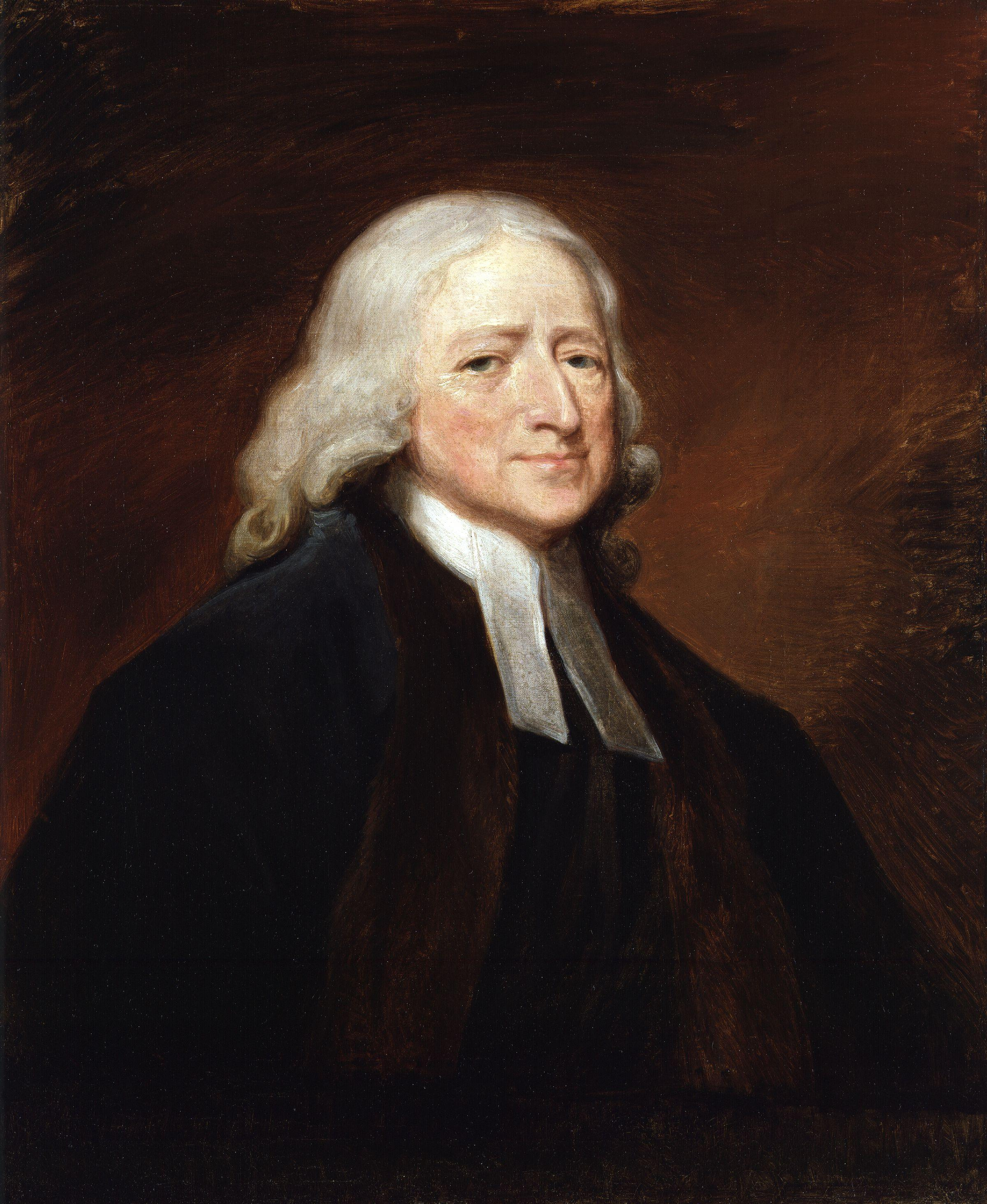
Джон Уэсли (1703—1791) — автор проповеди «Использование денег», развившей принципы социального инвестирования

История социального инвестирования связана с общим развитием института финансовых вложений. Принимая решения инвесторы стали задумываться, в том числе, и над положительным или отрицательным воздействием на жизнь общества.
Предполагается, что наиболее ранние системные элементы социального инвестирования прослеживаются в деятельности религиозных движений. Так, в 1758 году годовое собрание квакеров в Филадельфии запретило своим членам участвовать в работорговле — покупать или продавать людей. Один из основателей методизма Джон Уэсли (1703—1791), в своей проповеди «Использование денег» развивал принципы социального инвестирования, поставив во главу угла принцип «не навреди своей деятельностью соседу». В частности, Уэсли призвал избегать таких отраслей, как кожевенное и химическое производство, вредных для здоровья рабочих. Некоторые из наиболее известных примеров использования подходов социально-ответственного инвестирования были религиозно мотивированы. Инвесторы избегали «греховных» предприятий, связанных с такими продуктами как, например, оружие, спиртные напитки или табак.

### XX век
Первый специализированный в области социальных инвестиций фонд, Pioneer Fund, был основан в 1928 году в США. В его инвестиционную декларацию, следуя модным «социально-ответственным» веяниям эпохи сухого закона, были включены положения, полностью исключавшие возможность инвестиций в производство и распространение алкоголя и табака.
Современная эра социально-ответственного инвестирования наступила в условиях политического климата 1960-х годов. В то время социально заинтересованные инвесторы всё больше стремились к решению вопросов эмансипации женщин, соблюдения гражданских прав чернокожих и улучшения социального положения трудящихся. Проекты экономического развития, начатые или возглавляемые доктором Мартином Лютером Кингом, такие как бойкот автобусных линий в Монтгомери или «Операция „Хлебная корзина“» в Чикаго, привели к созданию первой модели социально-ответственного инвестирования. Кинг сочетал диалог с бойкотами и прямыми действиями, направленными против конкретных корпораций. Опасения по поводу войны во Вьетнаме также были приняты во внимание некоторыми инвесторами. Многие люди, жившие в ту эпоху, помнят фотографию июня 1972 года обнажённой девятилетней девочки Фан Тхо Ким Фук, которая с криком бежала к фотографу пока на её спине горел напалм, сброшенный на её деревню. Этот снимок вызвал волну всеобщего негодования в адрес Dow Chemical, производителя напалма, и протесты по всей стране против компаний, получавших прибыль от войны во Вьетнаме.
Обострение отношений между различными социальными группами во второй половине XX века способствовало усилению вниманию инвесторов к проблеме целей, на которые направлялись их средства. К концу 1970-х годов ведущие компании США и Великобритании начали приходить к пониманию необходимости выработки целостных подходов к их взаимоотношению с обществом.
Значительную роль появлении новых схем социального инвестирования сыграли пенсионные фонды и профсоюзы. Ещё в 1950-х и 1960-х годах профсоюзы использовали средства пенсионных фондов нескольких работодателей для целевых инвестиций. Например, фонд «Объединённые горняки» вкладывал средства в медицинские учреждения, а Международный союз швей (ILGWU) и Международное братство электриков (IBEW) финансировали основанные профсоюзами жилищные проекты. Профсоюзы также стремились использовать пенсионные накопления для вовлечение акционеров в борьбу против руководств компаний и оказания влияния на принимаемые решения. В 1978 году усилия пенсионных фондов в направлении SRI были стимулированы публикацией «Север снова поднимется: пенсии, политика и власть в 1980-е» и последующими организационными шагами её авторов, Джереми Рифкина и Рэнди Барбера. К 1980 году кандидаты в президенты Джимми Картер, Рональд Рейган и Джерри Браун уже отстаивали социальную направленность инвестиций пенсионных накоплений.
SRI сыграла важную роль в ликвидации правительства апартеида в Южной Африке. Международное противодействие апартеиду усилилось после резни в Шарпевиле 1960 года. В 1971 году преподобный Леон Салливан (в то время бывший членом правления General Motors) разработал кодекс поведения для ведения бизнеса в ЮАР который стал известен как Принципы Салливана. Однако из поступавших отчётов о применении этих принципов следовало, что американские компании не пытались уменьшить дискриминацию в Южной Африке. Из-за этих сообщений и растущего политического давления отдельные города, штаты, колледжи, религиозные группы и пенсионные фонды по всей территории США начали отказываться от сотрудничества с компаниями, имевшими бизнес в Южной Африке. В 1976 году Организация Объединенных Наций ввела обязательное эмбарго на поставки оружия в ЮАР. С 1970-х до начала 1990-х годов крупные предприятия избегали инвестиций в Южную Африку в условиях апартеида. Последующий отток инвестиций в конечном итоге вынудил группу предприятий, составлявшую 75 % работодателей ЮАР, разработать хартию, призывавшую к прекращению апартеида. Хотя усилия SRI сами по себе не положили конец апартеиду, с их помощью удалось оказать значительное международное давление на южноафриканское деловое сообщество.
В середине и конце 90-х годов XX века SRI стали уделять больше внимания целому ряду вопросов, включая торговлю табаком, взаимное раскрытие внутренней информации фондов через доверенных лиц и иные аспекты.
В конце 1990-х годов, на волне массового разочарования в следовании неолиберальным курсом, во многих европейских государствах (Великобритании, Франции, Италии, Германии, скандинавских странах) к власти пришли социал-демократы, провозгласившие реформу социальной политики под лозунгом «государства всеобщего благосостояния», которая создала запрос на новые формы решения социальных проблем.
С того же периода SRI всё чаще характеризуют как средство содействия экологически устойчивому развитию. Многие инвесторы стали считать последствия глобального изменения климата значительным риском для бизнеса и инвестиций. В 1989 году Джоан Бавария и Деннисом Хейсом, координатор первого Дня Земли, основали CERES, сеть для инвесторов, экологических организаций и других общественных групп, заинтересованных в сотрудничестве с компаниями для решения экологических проблем.

### XXI век
Ещё в 1989 году представители отрасли SRI собрались на первую конференцию в Скалистых горах (США) для обмена идеями и создания импульса для новых инициатив. С тех пор конференция созывается ежегодно и проходит на предприятиях, имеющих сертификат «зелёного строительства» (Green Building), и с 2006 года привлекает более 550 человек ежегодно. Конференцию проводит First Affirmative Financial Network, инвестиционная консалтинговая компания, работающая с консультантами по всей стране и продвигающая инвестиционные портфели, направленные на устойчивое и ответственное инвестирование.
В 2000 году Европейский Союз принял Лиссабонскую декларацию, поставившую задачу трансформации европейской экономики к 2010 году на основе интеграции экономических и социальных задач.
Инвестирование, сочетающее социальные и финансовые отдачи в начале 2000-х стало своего рода фирменным знаком политики европейских социал-демократов.
В 2001 году в Великобритании на средства «Комиссии тысячелетия» (англ. Millennium Commission), полученные от Британской национальной лотереи, создана первая организация, системно занимающаяся прямыми социальными инвестициями — The Foundation for Social Entrepreneurs (FSE), более известная как UnLtd.
Первым в мире брокерским агентством на стороне продавца, предложившим исследования SRI, был бразильский банк Unibanco. Сервис был запущен в январе 2001 года аналитиком Unibanco в области SRI Кристофером Уэллсом из штаб-квартиры банка в Сан-Паулу. Исследование было нацелено на фонды SRI в Европе и США, а также на фонды, не относящиеся к SRI, как в Бразилии, так и за ее пределами. Исследование касалось экологических и социальных проблем (но не вопросов корпоративного управления) компаний, зарегистрированных в Бразилии. Клиенты Unibanco могли воспользоваться сервисом бесплатно, сервис проработал до середины 2002 года.
В России необходимость развития социального инвестирования впервые была признана в рамках «Доклада о социальных инвестициях в России в 2004: Роль бизнеса в общественном развитии», подготовленном Программой развития ООН (ПРООН) и Ассоциацией менеджеров России.
С опорой на опыт индустрий, использовавших отзыв капиталовложений в качестве инструмента борьбы с апартеидом, в 2006 году была создана «Целевая группа по изъятию капиталовложений в Судане» в ответ на геноцид, произошедший в регионе Дарфур. Правительство США поддержало последовавшее принятие Суданом Закона об ответственности и отчуждении в 2007 году.
В марте 2010 года Еврокомиссия опубликовала новую десятилетнюю стратегию развития EU 2020, продолжающую идеи, заложенные Лиссабонской декларацией. Её целью стало улучшение макроэкономических показателей и экономическая стабильность.
По мнению экспертов они могут быть достигнуты лишь при оптимальном сочетании краткосрочных задач антикризисного управления и долгосрочных приоритетов социального инвестирования.
В апреле 2012 года в Великобритании был открыт независимый фонд Big Society Capital — первый в мире оптовый финансовый институт, осуществляющий социальные инвестиции в другие банки, фонды и финансовые компании, занимающиеся работой с конечными социальными предприятиями.
Другой важной тенденцией последнего времени стало стремление социальных инвесторов защитить права коренных народов от воздействия промышленных компаний по всему миру. Конференция SRI в Скалистых горах в 2007 году включала пре-конференцию по решению проблем коренных народов. Здоровые условия труда, справедливая заработная плата, безопасность продукции и равные возможности занятости также остаются главными проблемами для многих социальных инвесторов В середине 2010-х годов некоторые фонды разработали стратегии инвестирования в гендерную призму для обеспечения равенства на рабочем месте и общего благосостояния женщин и девочек.

## Инвестиционные стратегии и бизнес-модели
Стратегии социального инвестирования могут быть различными, в зависимости от конкретного смысла, вкладываемого инвесторов в это понятие и заданных им соотношений финансового и социального результатов деятельности.
Например, уместными могут быть следующие бизнес модели:
- «Инвестиции плюс» — сочетает получение дохода по рыночным ставкам с поддержкой социальной миссии бенефициара.
- «Возвратный грант» — (частичный) возврат средств инвестору, в том числе на условиях и по ставкам мягче/ниже рыночных.

Социальное инвестирование в целом придерживается общих для «альтернативных» финансов принципов, распространяя их как на внутренние бизнес-процессы, так и на внешнюю стратегию, в частности:
- «Коллективной декларацией социальных организаций к финансовым институтам» (англ. The Collevecchio Declaration on Financial Institutions and Sustainability) — шестью принципами: устойчивости, «не навреди», ответственности, подотчётности, прозрачности, поддержки устойчивости рынков и направленной на это государственной политики[31].
- «Принципов ответственного инвестирования» (англ. Principles for Responsible Investment, PRI), основанных на учёте «экологических, социальных и корпоративных» (англ. Environmental, social and corporate governance; ESG-критерии) правил на всех этапах деятельности[32][3].
- «Принципов Экватора» (англ. The Equator Principles) — риск-менеджмента, в отношении экологических и социальных рисков[33].

Наиболее распространёнными стратегиями социального инвестирования являются:
- Целевые тематические инвестиции в устойчивое развитие (англ. Sustainability Themed Investment) — включают инвестиции в предотвращение глобальных изменений климата, развитие экотехнологий, здравоохранение, производство и использование возобновляемых источников энергии, эффективное использование природных ресурсов.
- Позитивный скрининг: отбор по принципу «лучший в классе» (англ. Best in Class Investment Selection) — стратегия по выбору наиболее удачной интеграции ESG-критериев в деятельность компании.
- Нормативный скрининг (англ. Norms-based Screening) — отбор объектов для инвестиций, точно соответствующих международным нормам и стандартам в социологической и экологической сферах, а также в области корпоративного управления.
- Отсеивание (англ. Exclusion of holdings from investment universe; также отрицательный/негативный скрининг) — запрет на вложение в отдельные организации, виды деятельности, секторы экономики и даже страны.
- Интеграция ESG-факторов в финансовый анализ (англ. Integration of ESG Factors in Financial Analysis) — выявление воздействия ESG—критериев на состояние компании и показатели её деятельности.
- Активизация держателей акций (англ. Engagement and Votingon Sustainability Matters) — влияние на улучшение прозрачности компании.
- Инвестиции воздействия (англ. Impact Investment) — вложения в организации, имеющие целью воздействия на социальные и экономические проблемы, а также их решения.

Ведущими формами социальных инвестиций в широком смысле являются:
- обеспеченный кредит под залог материальных активов;
- резервный кредит — заранее оговоренная возможность оперативного получения средств при несбалансированности потоков;
- овердрафт;
- промежуточный краткосрочный кредит, покрывающий потребности до начала реализации основной финансовой схемы;
- благотворительный капитал, не предполагающий (эффективной) финансовой отдачи;
- инвестирование в развитие местного сообщества, создание кооперативов;
- «терпеливый капитал», не предполагающий быстрой и/или максимальной отдачи;
- капитал развития — инвестиции в становление деятельности, разработку продуктов, услуг или проектов, которые могут стать источником прибыли;
- акционерное финансирование (не является типичным, так как большинство организаций третьего сектора не являются акционерными обществами);
- микрокредитование социальных предприятий, испытывающих трудности с получением стандартных банковских продуктов;
- социальные облигации.

## Глобальный контекст

Логотип инициативы PRI (Principles for Responsible Investment)

Социально-ответственное инвестирование — явление глобальное. Учитывая международный характер бизнеса, социальные инвесторы часто инвестируют в компании, ведущие международные операции. По мере того как международные инвестиционные продукты и возможности расширялись, росли и международные продукты SRI. Число социальных инвесторов растёт во всех развитых и развивающихся странах. В 2006 году были обнародованы Принципы ответственного инвестирования (PRI) Программы ООН по окружающей среде. Эти принципы обеспечивают инвесторам основу для включения экологических, социальных и управленческих факторов (ESG) в инвестиционный процесс. PRI собрали более 1500 подписантов, управляющих активами на сумму более 60 триллионов долларов США.
Глобальный альянс по устойчивым инвестициям (GSIA) — сотрудничество основанных на членстве организаций устойчивых инвестиций по всему миру, включая Европейский форум по устойчивым инвестициям (Eurosif), Британскую ассоциацию устойчивых инвестиций и финансов (UKSIF), Ассоциацию ответственных инвестиций Австралии (RIAA), Ассоциацию ответственных инвестиций Канады (RIA Canada), Форум устойчивых и ответственных инвестиций (USSIF), Голландскую ассоциацию инвесторов за устойчивое развитие (VBDO) и Японский форум по устойчивым инвестициям. Миссия GSIA состоит в том, чтобы усилить влияние и заметность устойчивых инвестиционных организаций на глобальном уровне.
Global Sustainable Investment Review 2018 — четвёртое издание этого двухгодичного отчета продолжает оставаться единственным документом, объединяющим результаты исследований рынка, проводимых региональными форумами по устойчивым инвестициям из Европы, США, Японии, Канады, Австралии и Новой Зеландии. Отчёт даёт представление об устойчивом инвестировании на этих рынках в начале 2018 года на основе подробных региональных и национальных отчетов членов GSIA: Eurosif, Japan Sustainable Investment Forum (JSIF), Responsible Investment Association Australasia, RIA Canada и US SIF. В этот отчёт также включены данные по африканскому рынку устойчивого инвестирования из «Африканского барометра инвестирования в целях воздействия» и по Латинской Америке из «Принципов ответственного инвестирования».
Отчёт за 2018 год показывает, что глобальные активы для устойчивого инвестирования на пяти основных рынках составили 30,7 трлн долларов США в начале 2018 года, что на 34 % больше, чем двумя годами ранее. С 2016 по 2018 год самым быстрорастущим регионом была Япония, за ней следовали Австралия/Новая Зеландия и Канада. Они также составили тройку самых быстрорастущих региона за предыдущий двухлетний период. Три крупнейших региона по стоимости их устойчивых инвестиционных активов — это Европа, США и Япония.

## Рыночные показатели
По данным Eurosif, с 2009 по 2011 году наиболее динамичным темпами, показав 137 % увеличение, росла стратегия нормативного скрининга; стратегии отсеивания и позитивного скрининга показали рост 119 % и 113 % соответственно.
В период с 2010 по 2012 году 176 инстуциональных инвесторов с активами в 1,28 трлн долларов США и 32 инвестиционные компании, управляющие 251,3 млрд долларов США обратились в портфельные компании с предложениями, касающимися ESG-факторов.
Объём рынка социальных инвестиций в Великобритании составил 165 млн фунтов стерлингов в 2011 году и 286 млн фунтов стерлингов в 2012.
На 2012 год, по данным Американского форума устойчивого развития (USSIF), объём американского рынка инвестиций, урегулированного ESG-факторами составлял 11,3 % от общего объёма рынка в 33,3 трлн долларов США.

## Эффективность
В то время как традиционное инвестирование при принятии инвестиционных решений предполагает учёт только традиционных рисков и доходности, социально-ответственное инвестирование, как уже было сказано, учитывает и этические факторы. Следовательно, часто возникает вопрос о том, разумно ли быть этичным с финансовой точки зрения при принятии инвестиционных решений. Споры о том, можно ли что-то выиграть или проиграть, проявляя этическую и социальную ответственность при принятии инвестиционных решений, продолжаются. Ряд исследований продемонстрировали отсутствие убедительных доказательств того, что эффективность социально-ответственных инвестиций превосходит показатели традиционных или наоборот.

### Сравнение доходностипортфелейи эффективностиинвестиционных фондов
В нескольких исследованиях, проведённых в разных местах, была проанализирована эффективность социально-ответственного (SRI) и традиционного (CI) инвестирования с использованием различных моделей и методологий измерения эффективности. Одна из групп, используя четырёхфакторную модель Кархарта обнаружила, что подход, при котором акции с высокими оценками SRI покупаются, а с низкими — продаются, даёт положительные аномальные результаты до 8,7 % в год, что позволяет предположить, что инвесторы могут достичь этических целей как минимум без ущерба для своих финансовых показателей. Другая группа, также используя четырёхфакторную модель Кархарта, отметила, что при инвестировании акций в экологически чистые компании повышенная доходность составляет 7 %. Однако третья группа исследователей, используя ту же модель, обнаружила, что показатели по акциям SRI статистически не отличаются от показателей по обычным акциям. Более того, четвёртая группа применив ту же модель, выявила портфель, включающий «акции греха» (алкоголь, табак, азартные игры), значительно превосходящий по эффективности аналогичные сопоставимые акции, что указывает на то, что инвесторы в акции SRI могут потерять вложения. Однако после учёта управленческих навыков, транзакционных и комиссионных издержек ещё одна группа исследователей не выявила преимущества между портфелями с «греховными» акции и сопоставимыми портфелями SRI.
В некоторый других исследованиях проводились сравнения эффективности фондов SRI с традиционными фондами. В то время как в некоторых исследованиях для сравнения результатов использовалась только CAPM-модель (модель ценообразования капитальных активов)), в других использовались многофакторные модели, такие как трёхфакторная модель Фама–Френча и четырёхфакторная модель Кархарта. Эти исследования не обнаружили статистически значимой разницы в эффективности между SRI и традиционными фондами.

### Сравнение показателейфондовых индексов
Поскольку различие в эффективности фондов может быть связано с процессом выбора/построения портфеля и/или способностями управляющих фондами, а не с характером самих инвестиций, некоторые исследователи вместо этого сравнивают показатели индексов. В двух первых (1997, 2000) таких исследованиях было проведено сравнение показателей социального индекса Domini 400 и S&P 500. Коэффициент Шарпа и CAPM-модель использовались для оценки альфы Дженсена для сравнения, и не было обнаружено значительных различий в показателях двух индексов. В последующем (2006) исследовании было проведено сравнение четырёх индексов SRI (Domini 400, Calvert, Citizen’s Index и Dow Jones Sustainability — US Index) с индексом S&P 500 в период с 1990 по 2004 год и было обнаружено, что доходность по индексам SRI превышала доходность S&P 500, даже если она не была статистически значимой Исследователи изучали показатели в США (2006) и за их пределами (2007), изучив 29 показателей индексов SRI по всему миру. При использовании CAPM-модели для оценки альфы Дженсена как показателя эффективности, не было обнаружено никаких существенных свидетельств недостаточности/избыточности показателей. Сравнение SR-индексов с обычными индексами в глобальном масштабе с использованием предельного условного стохастического доминирования показало (2014), что есть «веские доказательства того, что за социально-ответственное инвестирование приходится платить финансовую цену».
Но ещё более позднее (2018) исследование показало, что «улучшение репутации по КСО увеличивает прибыль».
Таким образом, в общем случае эффективность социальных инвестиций определить достаточно сложно, тем более говорить об акцентах, которые приведут к успешности этой деятельности.

### Качественные оценки
Проводились также исследования на качественном уровне. Так, в 2013 году компания Endeavor Global, Inc., под руководством Линды Роттенберг, не ставя целью ответить на вопрос напрямую, провела сравнительный анализ успешности социальных инвестиций, и пришла к выводу, что чем меньше в деятельности конфликтов между финансовой эффективностью и социальным эффектом, тем лучший результат достигается в обоих направлениях. Более того, авторы этого исследования рекомендуют при поставленной социальной цели и определении направления движения, сосредоточиться именно на достижении максимальных финансовых показателей, тогда и эффективность в обоих направлениях, согласно их выводам, будет наилучшей.